# Veiligheidshelm

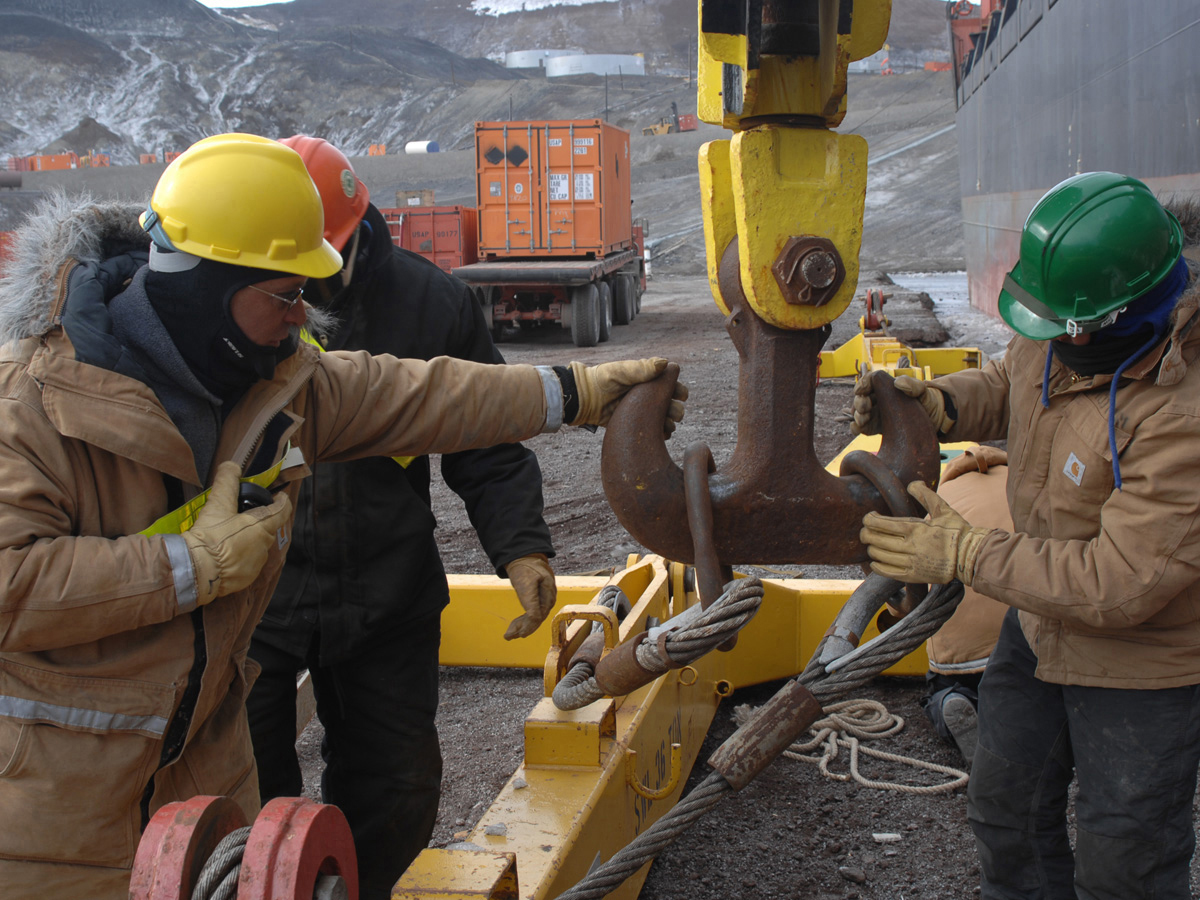
Veiligheidshelm in gebruik bij hijswerkzaamheden

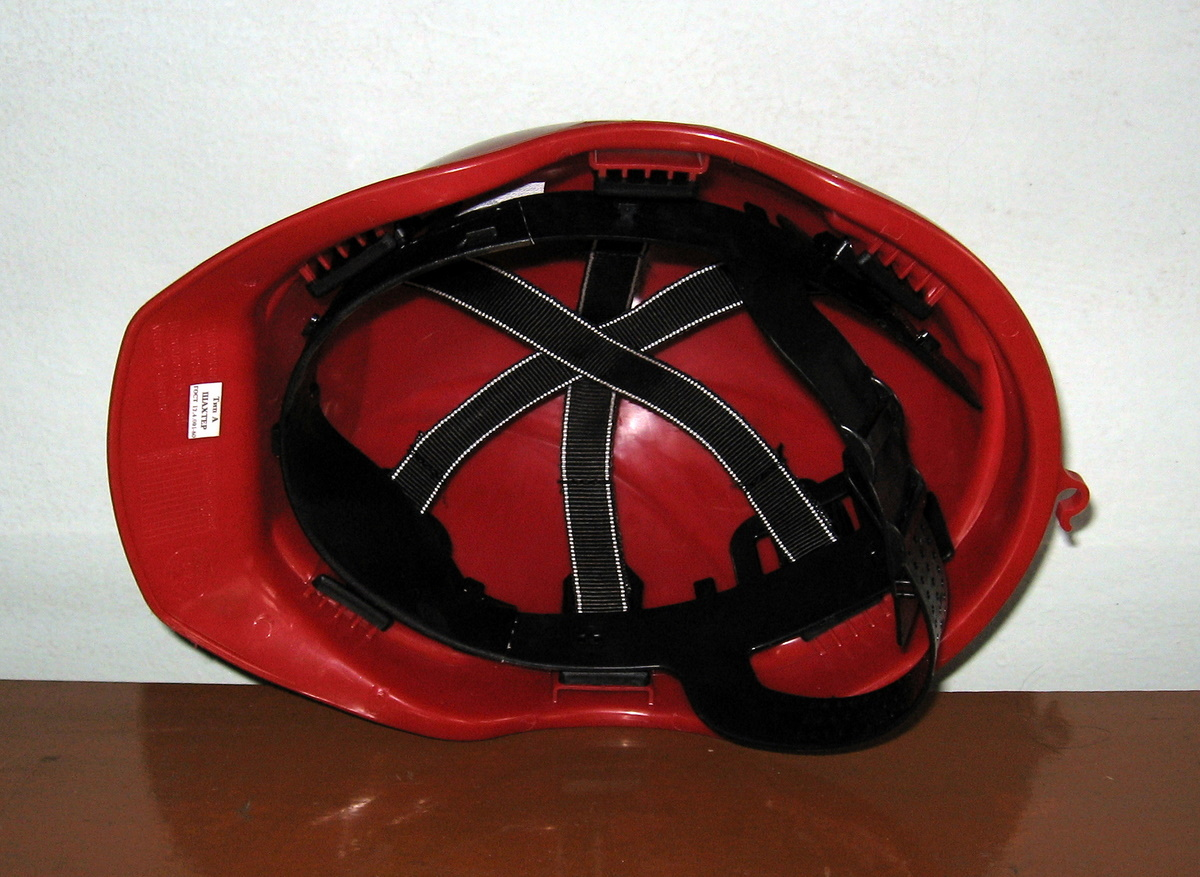
De binnenkant van een veiligheidshelm met verstelbare hoofdbanden

Een veiligheidshelm is een helm vervaardigd uit pvc of andere materialen, zoals aluminium of composiet, die gebruikt wordt op min of meer gevaarlijke plaatsen of plaatsen waar mogelijk gevaar van vallende voorwerpen ernstige tot zeer ernstige verwondingen kan teweegbrengen aan personen. Bovendien beschermt de helm de drager als hij zich in een lage ruimte bevindt waar hij makkelijk zijn hoofd stoot. De veiligheidshelm is een persoonlijk beschermingsmiddel.
Deze helmen zijn voorzien van een plastic of pvc aanhaalbare hoofdband, en soms ook een kinband of gehoorbeschermers. Opzij zijn er eventuele verluchtingsgaatjes.
Het dragen van veiligheidshelmen om verwondingen te voorkomen is op grond van de arbowetgeving een verplichting, samen met het dragen van veiligheidsschoenen en -handschoenen. Zo worden veiligheidshelmen gedragen op bouwwerven, sluizen, havendokken, containerplateaus, op zeeschepen terwijl men laadt of lost, spoorwegen en in sommige opslagplaatsen en magazijnen, waar materieel wordt opgestapeld of verzet. Ook in de bosbouw, waar grote kans is op vallende takken, worden helmen gedragen. Op bouwplaatsen treft men vaak borden aan die aangeven dat men verplicht een veiligheidshelm moet dragen. Dit zijn ronde blauwe borden met een witte afbeelding van een helm.
In veel petrochemische bedrijven, olieraffinaderijen, boorplatforms en andere fabrieken waar gevaarlijk werk wordt gedaan of waar men onder obstakels moet lopen, is het verboden zonder veiligheidshelm te werken. Bezoekers in de fabriek moeten ook een veiligheidshelm dragen. Ook bij rondleidingen op plekken waar gevaar bestaat voor vallende materialen of het stoten van het hoofd tegen laaghangende balken, zoals bijvoorbeeld in een kerktoren of op een bouwplaats, krijgen de bezoekers een veiligheidshelm op om hoofdletsel te voorkomen.

## Kleuren
Veiligheidshelmen zijn meestal gekleurd. Zo draagt een ploegbaas bijvoorbeeld een witte veiligheidshelm, terwijl zijn ondergeschikten, blauwe of gele veiligheidshelmen dragen.

## Hulpdiensten
In feite dragen alle hulpdiensten, zoals brandweer, politie en ambulance hun specifieke veiligheidshelmen bij hun werkzaamheden. De eisen aan de helm zijn afhankelijk van de werkzaamheden. Bij de brandweer moet de helm in eerste plaats ook hittebestendig zijn en daarnaast elektrisch isolerend in verband met het gevaar van loshangende (gesmolten) elektriciteitskabels. De helmen zijn voorzien van een hittebestendige flap aan de achterzijde om te voorkomen dat de nek verbrandt of dat heet materiaal of bluswater in de nek kan vallen. Bij de ambulancedienst worden helmen gedragen om bij redding van slachtoffers, bijvoorbeeld bij beknellingen, het hoofd van de hulpverlener te beschermen. Deze helmen kunnen dus ook kleiner zijn. Bij de politie moet een helm bescherming bieden tijdens rellen en andere ongeregeldheden waardoor de helm net als bij een brandweerhelm rondom bescherming moet bieden.